# 장령산
장령산(長靈山)은 대한민국 충청북도 옥천군에 있는 산이다.
1995년 5월 열렸던 군 지명위원회(당시 위원장 박남규 전 군수)가 장룡산(壯龍山)을 장령산으로 고치는 ‘지명개정안’을 심의·의결해 국립지리원 중앙지명위원회에 제출했고 이 개정안이 1999년 5월 1일 받아 들여져 중앙지명위원회가 `장령산'(長靈山)으로 지명을 개정 고시했다.

## 같이 보기
- 한국의 산